# Tioridazină
Tioridazina este un antipsihotic tipic derivat de fenotiazină, fiind utilizat în tratamentul schizofreniei și al psihozelor. Calea de administrare disponibilă este cea orală. Medicamentul a fost retras din multe țari datorită inducerii de aritmii cardiace severe.